# Oumou Sy
Oumou Sy (* 1952 in Podor, Senegal) ist eine senegalesische Modedesignerin. Sie lebt heute in Dakar.

## Schaffen als Modedesignerin
Oumou Sy ist eine der wichtigsten Persönlichkeiten in der afrikanischen Modewelt und wird gelegentlich als „Lagerfeld Afrikas“ oder als Senegal’s Queen of Couture bezeichnet. Bekannt wurde sie zunächst durch die Gründung einer Schule für Modedesign in Dakar Anfang der 1980er-Jahre. Heute ist die Marke Oumou ein kleines Imperium mit Mode, Kunst, Theater- und Filmprojekten und Szenetreff. Ihre Kollektionen wurden auf den großen Modeschauen in Europa, Asien, Afrika und in den USA gezeigt; sie hat auch eigene Läden in Genf und Paris. Auf mehreren Filmfestivals gewann sie Preise für ihre Filmkostüme; sie designt auch die Garderobe für die senegalesischen Sänger Baaba Maal und Youssou N’Dour. 1997 begründete sie die jährlich stattfindende Semaine Internationale de la Mode de Dakar (SIMOD). 1998 erhielt sie zusammen mit zwei weiteren afrikanischen Modedesignern den Hauptpreis des Prinz-Claus-Preises für The Art of African Fashion.

## Privatleben
Oumou Sy wuchs als Analphabetin auf: Ihr strenggläubiger Vater hatte ihr den Schulbesuch verweigert, und sie bekennt sich zu dieser Schwäche. Bereits in ihrer Jugendzeit schuf sie Kostüme, wobei sie sich im reichhaltigen Legendenschatz ihrer Kultur bediente. Sie brach mit ihrer konservativen Familie, als sie gegen ihren Willen verheiratet werden sollte. Sie lernte auch später nicht Lesen und Schreiben; sorgte aber für eine gute Ausbildung ihrer eigenen Kinder.

## Ausstellungen
- documenta 12, Kassel, 2007
- Hamburger Museum für Kunst und Gewerbe, 2005
- ifa-Galerien, Stuttgart/Berlin, 2001
- Expo 2000, Hannover